# Djougou
För andra betydelser, se Djougou (olika betydelser).
Djougou är en stad i västra Benin i kommunen Djougou, och är den administrativa huvudorten för departementet Donga. Djougou består av tre arrondissement Djougou I, Djougou II och Djougou III och befolkningen i dessa uppgick till 94 773 invånare vid folkräkningen 2013. Staden är belägen cirka 40 kilometer från gränsen till Togo i väster och är ett viktigt kommersiellt nav i regionen.